# Casa de Sisowath
A Casa de Sisowath é uma das duas casas reais do Camboja, tendo sua contraparte a Casa de Norodom. A casa reinou sobre o Camboja de 1904 a 1941. Seu fundador foi o rei Sisowath I (1840 - 1927). Além dos monarcas a casa produziu 5 primeiros-ministros.